# 拉多米尔·安蒂奇
拉多米尔·安蒂奇（1948年11月22日—2020年4月6日），已故塞尔维亚足球运动员及足球教练。他是迄今为止唯一一名执教过西班牙成绩最好的三支球队皇家马德里、巴塞罗那和马德里竞技的教练，同时也是两名曾经担任过皇家马德里和巴塞罗那教练中的一位（另一名是乌拉圭人恩里克·费尔南德斯）。

## 球员生涯
安蒂奇出生于南斯拉夫社会主义联邦共和国日蒂什泰的一个塞尔维亚人家庭。安蒂奇6岁时，随家人移居到乌日策，并于1967年在当地球队斯洛博達开始足球生涯。1970年，安蒂奇转会加盟南斯拉夫豪门球队游击队。1977年夏季，安蒂奇加盟土耳其球队费内巴切，2个赛季后转投西班牙足球甲级联赛球队皇家薩拉戈薩。
1980年，安蒂奇转会加盟英格兰第二级别联赛（英乙）球队卢顿。他帮助卢顿在1982年获得英乙联赛冠军并升级到顶级联赛。安蒂奇在1982/83赛季联赛最后一轮和曼城的保级大战中射进制胜一球，帮助卢顿力压曼城成功保级。在1983/84赛季结束后，36岁的安蒂奇正式宣布退役。
1973年9月26日，安蒂奇曾经在贝尔格莱德南斯拉夫国家足球队和匈牙利的友谊赛第80分钟替补维拉蒂奇出场，这也是他唯一一次代表国家队出战的经历。

## 教练生涯

### 早期
在效力于卢顿期间，安蒂奇已经开始为退役后的教练生涯做准备，他在贝尔格莱德参加并完成一个教练课程，同时坦言时任卢顿队主教练的大卫·普利特对他以后的执教风格产生重大影响。
退役后，安蒂奇回到游击队，担任内纳德·贝贾科维奇的助理教练，1985/86赛季帮助游击队在假球争议中获得该赛季联赛冠军。1987年7月，法鲁丁·优素菲成为球队的新任主教练，一开始安蒂奇继续担任球队助教，但在俱乐部季前的海外训练中，两人之间产生分歧，最终安蒂奇被降级到游击队的U-16梯队执教。

### 皇家薩拉戈薩
1988年，在安蒂奇的老乡、时任桑普多利亚主教练武亚丁·博斯科夫的推荐下，安蒂奇成为皇家薩拉戈薩的主教练。安蒂奇在球员时代效力皇家薩拉戈薩时，球队主教练正是博斯科夫。9月4日，安蒂奇迎来自己主教练生涯首秀，率领皇家薩拉戈薩战平巴伦西亚。当时皇家薩拉戈薩的阵容并不强大，队中最有名的球员是西班牙国家队成员胡安·塞尼奥尔和出自皇家马德里青训营的球员米盖尔·帕德萨。在赛季前段，皇家薩拉戈薩一直身处联赛降级区，之后情况有所改观，但排名依然处于积分榜下游位置。不过在联赛最后八轮，皇家薩拉戈薩的战绩突飞猛进，联赛排名一路上升，最终拿到联赛第五名并获得联盟杯的参赛资格。1989/90赛季，安蒂奇率队获得联赛第九名，赛季结束后辞去主教练一职。

### 皇家马德里
1991年3月下旬，安蒂奇接受皇家马德里的邀请，从俱乐部的传奇人物的手中接手球队的教鞭，成为球队该赛季的第三名主教练。当时皇家马德里联赛三连败位居第7名，在欧洲冠军杯八强中又被苏联球队莫斯科斯巴达淘汰。3月24日，安蒂奇在皇家马德里的第一场比赛被10人应战的奥维耶多逼平，之后皇家马德里又以0比1不敌皇家布尔戈斯、最后时刻连丢两球1比3输给西班牙人，联赛排名降至第10位，刚刚上任的安蒂奇承受了相当大的压力。4月14日，在皇家马德里主场4比0击败巴伦西亚后，安蒂奇终于得到喘息的机会，之后又率领球队获得五连胜。6月8日，皇家马德里在联赛最后一轮主场1比0击败已经获得联赛冠军的巴塞罗那。安蒂奇上任后率领皇家马德里在联赛中取得8胜2平2负的成绩，最终以联赛季军的身份得到联盟杯的入场券。
1991/92赛季，安蒂奇从上季欧洲冠军杯冠军贝尔格莱德红星队买入，并从希洪竞技挖来21岁的新星路易斯·恩里克，他又将球队23岁的中卫前移到攻击线上（结果耶罗在该赛季射进职业生涯最多的21球，位列联赛射手榜第二位）。赛季初球队的成绩非常出色，前14轮创造12胜2平的西班牙联赛最佳开局（2012/13赛季被巴塞罗那打破）。1992年1月，率领皇家马德里在联赛19轮过后领先第二名7分并在联盟杯进入八强的安蒂奇被球队主席拉蒙·门多萨解雇，荷兰教练成为球队新任主教练。最终皇家马德里在该赛季最后一轮输给特内里费，被巴塞罗那反超痛失冠军，联盟杯也止步于半决赛。

### 奥维耶多
1992/93赛季西甲联赛第20轮结束后，安蒂奇取代哈维尔·伊鲁埃塔，成为奥维耶多的新任主教练，该赛季他帮助球队以第16名的成绩成功保级。1993年夏天，他从游击队签入斯拉维萨·约卡诺维奇，增强了球队的实力。1993/94赛季，奥维耶多获得联赛第九名的成绩。1994/95赛季，安蒂奇从皇家马德里签入普罗辛内茨基，这个赛季奥维耶多继续保持在联赛第九名，离联盟杯的参赛资格仅差4分。

### 马德里竞技
安蒂奇在小球队奥维耶多的成功让他受到一些大球队的关注。1995年夏季，尽管安蒂奇已经和巴伦西亚签了一份预备合同，但最终他还是接受赫苏斯·希尔的邀请，选择执教马德里竞技。在前一个赛季，马德里竞技仅获得联赛第14名，积分仅比降级区的球队高出一分。安蒂奇对球队阵容进入大规模换血，将到任时球队的35人名单精简为20人，然后又准备在转会市场中买入5-6名球员。在追求维克托·奥诺普科、费尔南多·莫伦特斯未果后，最终签入米林科·潘蒂奇、柳博斯拉夫·佩内夫、何塞·莫利纳、圣地亚哥·丹尼亚和莱昂纳多·比亚吉尼。在马德里竞技以四连胜开始1995/96赛季的征程，球队在联赛第二轮即登上积分榜首位，除了联赛第五轮外，马德里竞技一直处于联赛领先地位。最终，安蒂奇率领球队在以26胜9平7负的成绩获得联赛冠军，打破皇家马德里和巴塞罗那从1984/85赛季开始对联赛冠军长达11年的垄断。在西班牙国王杯决赛中，马德里竞技凭借潘蒂奇在加时赛的进球击败巴塞罗那，获得联赛杯赛双冠王的称号。
1996/97赛季，面对在欧洲冠军联赛和卫冕联赛冠军的两大任务，安蒂奇继续对球队进行改造。在送走上赛季球队的最佳射手佩内夫后，安蒂奇打算签入罗纳尔多来填补球队进攻线的空缺，但最终罗纳尔多被巴塞罗那签入，安蒂奇只能退而选择在皇家马德里不得志的阿根廷前锋胡安·埃斯纳伊德尔，之后又买入捷克中场拉德克·贝布尔。三线作战的马德里竞技在该赛季以20胜11平11负的成绩位列联赛第五，获得联盟杯参赛资格。在欧洲冠军联赛小组赛中，马德里竞技力压德国球队多特蒙德，以小组第一的成绩晋级淘汰赛。在八强战中，第一回合马德里竞技凭借埃斯纳伊德尔的进球客场1比1战平荷兰冠军阿贾克斯。回到主场的马德里竞技在第二回合比赛同样和对手在90分钟战平。加时赛第10分钟，阿贾克斯先进一球，根据客场进球原则，马德里竞技必须再进两球才能确保出线，虽然潘蒂奇很快点球扳平比分，但最终全力进攻的马德里竞技反而被对手偷袭得手，最终主场2比3不敌对手被淘汰。
1997/98赛季，希尔为球队提供大规模的资金先后以2100万美元的价格签入意大利前锋维耶里，1200万英镑买入巴西中场大儒尼尼奥。但这两名球员在赛季中却受到伤病困扰，维耶里联赛仅出场24次，射进24球，获得该赛季联赛射手王称号，儒尼尼奥也仅有23次联赛出场的记录。马德里竞技仅以16胜12平10负的成绩位列联赛第七名，联盟杯也在半决赛中被拉齐奥淘汰。赛季结束后，安蒂奇离开球队，意大利人萨基取代了他的位置。
沙基在马德里竞技的执教生涯并不成功，1998/99赛季联赛第22轮后即因成绩糟糕被希尔解雇。安蒂奇在联赛第27轮过后再次执教马德里竞技，在剩余的11场联赛中，安蒂奇带队仅获得3胜4平4负的成绩，最终球队依然位列联赛第13位。不过，安蒂奇还是成功率队杀入该赛季西班牙国王杯决赛，但在决赛中0比3不敌拉涅利执教的巴伦西亚，屈居亚军。赛季结束后安蒂奇没有得到续约，最终拉涅利成为马德里竞技的新任主帅。
1999/2000赛季，马德里竞技成绩依然没有起色，深陷降级区，拉涅利在2000年2月被解雇，而球队也因为债务危机而被监管。3月，安蒂奇再次临危受命，第三度成为球队主教练。但马德里竞技很快就在联盟杯十六强中被法国球队朗斯淘汰，在联赛赛场依然位列榜尾，并提前降级。5月，安蒂奇在联赛还剩一轮的时候离开球队。

### 回到奥维耶多
2000年夏季，安蒂奇重新回到上赛季勉强保级成功的奥维耶多。但他这一次经历并不成功，最终球队以11胜8平19负一分之差保级失败，降级到西乙联赛。这个赛季，安蒂奇麾下的奥维耶多最大新闻就是在2001年1月签入英格兰著名的坏小子科利莫尔。这次转会引起了媒体的关注，但对球队的战术并没有任何帮助，因为科利莫尔的身体状态极差，而且比赛的注意力不集中，仅仅为球队出场3次后，科利莫尔便偷偷离开球队，之后和球队解约。赛季结束后，安蒂奇离开奥维耶多。

### 巴塞罗那
2003年1月，安蒂奇接替被解雇的范加尔，成为西甲豪门巴塞罗那的主教练。他也因此成为继恩里克·费尔南德斯后，第二位执教过皇家马德里和巴塞罗那的主教练。此时，巴塞罗那仅以6胜5平8负积23分的成绩位列联赛第12位，高出降级区3分，落后榜首球队皇家社会20分。有报道称安蒂奇和球队签约了一份半个赛季60万欧元的合同，如果最终率领球队获得联赛前四得到欧洲冠军联赛的参赛资格，将自动续约一年。由于巴塞罗那的现有球员并非由安蒂奇挑选，他在转会期截止前迅速租借阿根廷后卫，之后又启用域陀·華迪斯和安德烈斯·伊涅斯塔等年轻球员，并将被范加尔用于后腰位置的哈维位置前移到前锋线后面，以完全发挥他的创造力。此外，安蒂奇取消了范加尔复杂的战术设计，简化了球队各个球员在场上的任务。最终，安蒂奇率队联赛中取得9胜6平3负的成绩，获得联赛第6名，并得到参加联盟杯的资格。
在欧洲赛场上，2月18日，安蒂奇率队在欧冠第二阶段小组赛主场3比0击败意大利球队国际米兰，加上该赛季范加尔率队获得的10连胜（包括资格赛），巴塞罗那以11连胜的成绩打破AC米兰保持的欧冠连胜纪录。2月26日，巴塞罗那客场0比0战平国际米兰，未能将连胜纪录延续。巴塞罗那在第二阶段小组赛以5胜1平的成绩小组第一晋级，不过在八强战中重蹈安蒂奇95/96赛季在马德里竞技的覆辙，两回合通过加时赛2比3不敌意大利球队尤文图斯而被淘汰。
虽然安蒂奇在艰难的执教条件下率领巴塞罗那逆转颓势，但他并没有得到球队的续约。在乔安·拉波尔塔担任球队主席后，他邀请荷兰教练弗兰克·里杰卡尔德执教球队。

### 塞尔塔
在巴塞罗那的经历使得安蒂奇被外界认为是一名出色的救火教练。2003/04赛季中，上个赛季获得联赛第四名的西甲球队塞尔塔在2比5不敌皇家社会后，积分仅比降级区高出一分，球队教练米盖尔·安赫尔·洛蒂纳宣布辞职。三天后，安蒂奇接任塞尔塔主教练。在上任的第一场比赛，塞尔塔0比1不敌皇家贝蒂斯，安蒂奇认为由于球队屡战屡败，球员已经失去自信心，他最大的任务就是让球员们找回自信。此外，他还从游击队租借萨沙·伊里奇以加强球队阵容。但安蒂奇的这一次经历并不成功，塞尔塔在欧洲冠军联赛十六强比赛中被阿森纳淘汰，国内联赛成绩不进反退。2004年3月29日，在主场0比2不敌皇家萨拉戈萨后，安蒂奇宣布辞职。安蒂奇仅率领球队参加9场国内联赛，获得7分，联赛排名跌落到倒数第二名。安蒂奇的辞职并没有使塞尔塔的情况有所好转，该赛季塞尔塔以联赛第19名的成绩降级。在之后的采访中，安蒂奇认为在这种情况下接手塞尔塔是一个巨大的错误，并发誓以后再也不会在赛季中途担任救火教练。

### 塞尔维亚国家队
塞尔维亚国家队主教练久基奇率领的塞尔维亚国奥队在2008年夏季奧林匹克運動會男子足球比賽小组垫底出局，之后又和塞尔维亚足协主席托米斯拉夫·卡拉季奇发生争吵，被解去国家队教练一职。2008年8月25日，塞尔维亚足协正式宣布安蒂奇成为国家队的新任主教练。据报道，安蒂奇的年薪在30.5万到32.5万欧元之间，如果能够率队进入2010年世界杯足球赛，将会额外获得50万欧元的奖金。安蒂奇率领塞尔维亚在2010年世界盃外圍賽获得7胜1平2负的成绩，力压法国队以小组第一直接晋级世界杯决赛圈。2009年12月18日，他和塞尔维亚续约，新合同到2012年到期。
塞尔维亚在2010年世界杯和德国、加纳以及澳大利亚同组。拥有维迪奇、伊万诺维奇、科拉罗夫、斯坦科维奇、克拉西奇等一批欧洲豪门球队主力球员的塞尔维亚被视为是小组赛出线的大热门，虽然球队在小组赛中曾经1比0击败种子队德国，但却分别以0比1和1比2输给加纳和澳大利亚，最终1胜2负小组垫底出局。安蒂奇在不敌澳大利亚被确定淘汰出世界杯后的新闻发布会中对裁判进行了抨击，结果被国际足联处于禁赛四场、罚款10500欧元的处罚。虽然之后安蒂奇同意将自己的薪酬减半，以保住主帅地位，但最终塞尔维亚足协还是在9月份解雇了安蒂奇。

### 山东鲁能泰山
2012年12月25日，中国足球超级联赛球队山东鲁能泰山宣布和安蒂奇签约两年。虽然安蒂奇在2013赛季率领山东鲁能泰山获得联赛亚军，但山东鲁能泰山还是在2013年12月21日官方宣布解约安蒂奇。

### 河北华夏幸福
2015年1月27日，赋闲一年多的安蒂奇接受中国足球甲级联赛球队河北华夏幸福的邀请，和球队签约三年。这个赛季，河北华夏幸福投入重金，然而球队在八月中旬仅仅排在中甲联赛第六位。8月18日，河北华夏幸福宣布安蒂奇离任，李铁接掌球队。

### 去世
2020年4月6日，因胰腺炎於西班牙馬德里逝世，享壽71歲。